# Distretto di Jeseník
Il distretto di Jeseník (in ceco okres Jeseník) è un distretto della Repubblica Ceca nella regione di Olomouc. Il capoluogo di distretto è la città di Jeseník.
Ospita il parco nazionale Šerák-Keprník, che comprende le aree del monte Šerák e del monte Keprník.

## Geografia antropica
Il distretto conta 24 comuni:

### Città
- Javorník
- Jeseník
- Vidnava
- Zlaté Hory
- Žulová

### Comuni mercato
- Il distretto non comprende comuni con status di comune mercato.

### Comuni
- Bělá pod Pradědem
- Bernartice
- Bílá Voda
- Černá Voda
- Česká Ves
- Hradec-Nová Ves
- Kobylá nad Vidnavkou
- Lipová-lázně
- Mikulovice
- Ostružná
- Písečná
- Skorošice
- Stará Červená Voda
- Supíkovice
- Uhelná
- Vápenná
- Velká Kraš
- Velké Kunětice
- Vlčice